# Geografia Turcji

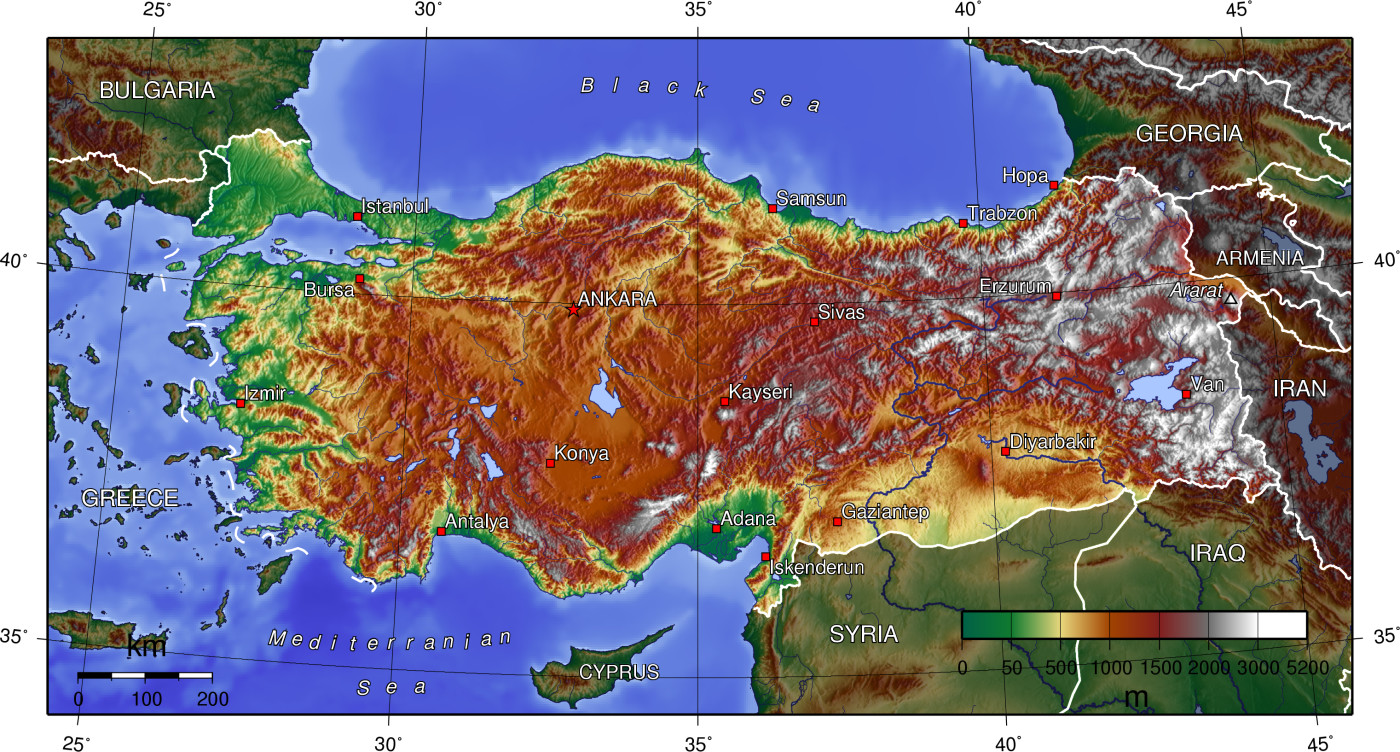
Mapa fizyczna Turcji

Geografia Turcji – Turcja jest krajem, którego znaczna część leży na terenie Azji i niewielki skrawek jej terytorium znajduje się w Europie. Część europejska (Tracja Wschodnia) stanowi jedynie 3% powierzchni ogólnej kraju. Obie części kraju Turcji oddziela niewielkie, śródlądowe Morze Marmara i dwie cieśniny: Bosfor i Dardanele (cieśniny tureckie). Turcja ma za sobą długą i burzliwą historię. Terytorium dzisiejszej Turcji rządziły takie cywilizacje jak Hetyci, Grecy, Rzymianie i w końcu Turcy, przez co do dziś panującą religią jest islam. Turcja pod względem surowości islamu różni się od innych krajów. Z tego względu, jak i też z powodu ciepłego klimatu, krajobrazów i obiektów historycznych, kraj jest bardzo atrakcyjny turystycznie.

## Powierzchnia, położenie i granice
Powierzchnia – 783 562 km² (z tego około 23,764 km² w Europie)
Położenie – Turcja leży w Azji Zachodniej i południowo-wschodniej Europie, nad morzami: Śródziemnym, Egejskim, Czarnym i Marmara. Zajmuje cały półwysep Azja Mniejsza.
Skrajne punkty: północny 42°05'N, południowy 36°00'N zachodni 26°00'E (wyspy na Morzu Egejskim), wschodni 44°50'E. Państwo kształtem zbliżone do prostokąta mierzy 1500 km długości i 600 km szerokości.
Turcja graniczy z następującymi państwami:
- Armenia – 268 km
- Azerbejdżan – 9 km
- Bułgaria – 240 km
- Grecja – 206 km
- Gruzja – 252 km
- Irak – 331 km
- Iran – 499 km
- Syria – 822 km

Linia brzegowa – 7200 km

## Budowa geologiczna i rzeźba

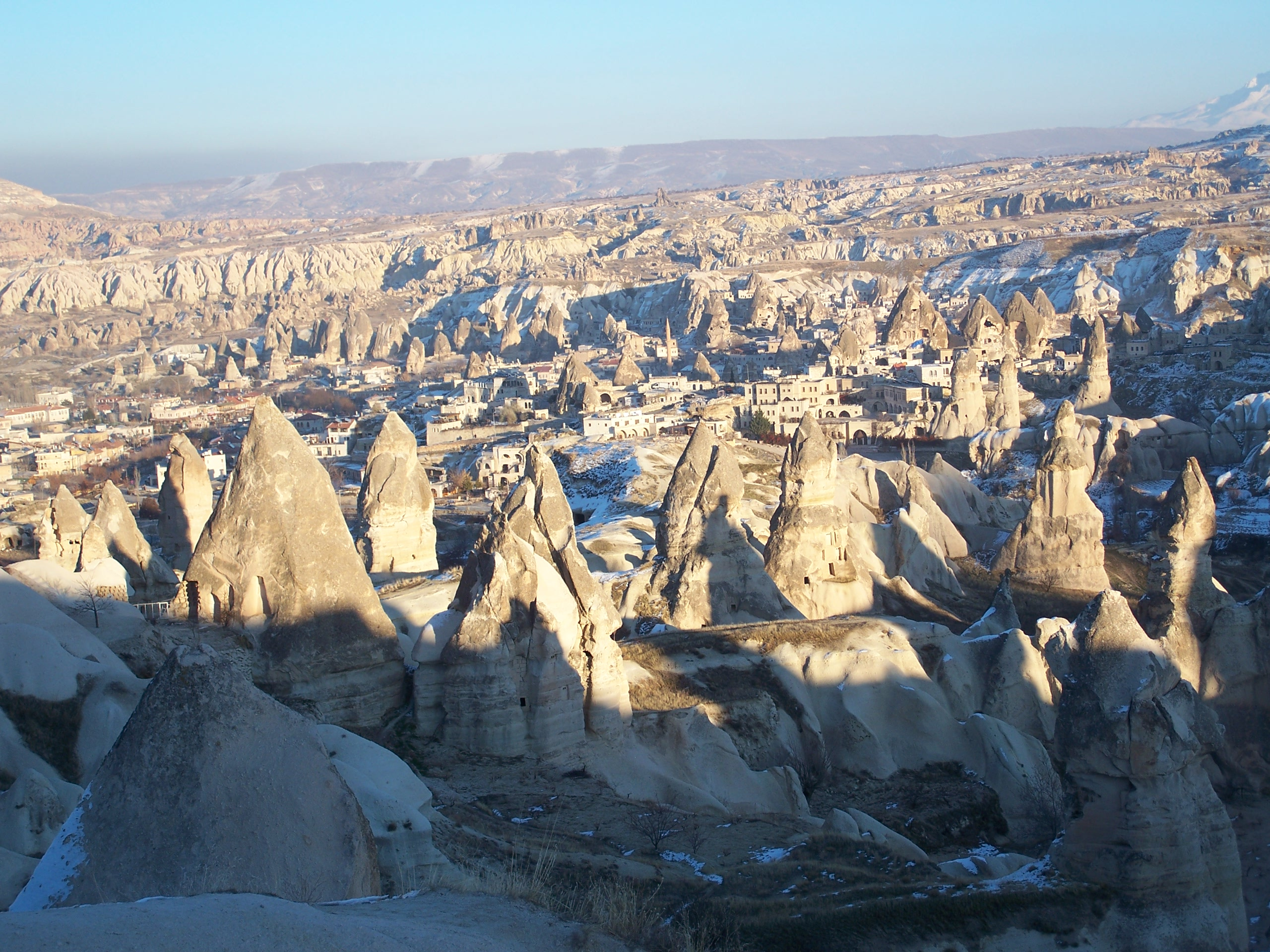
Kapadocja

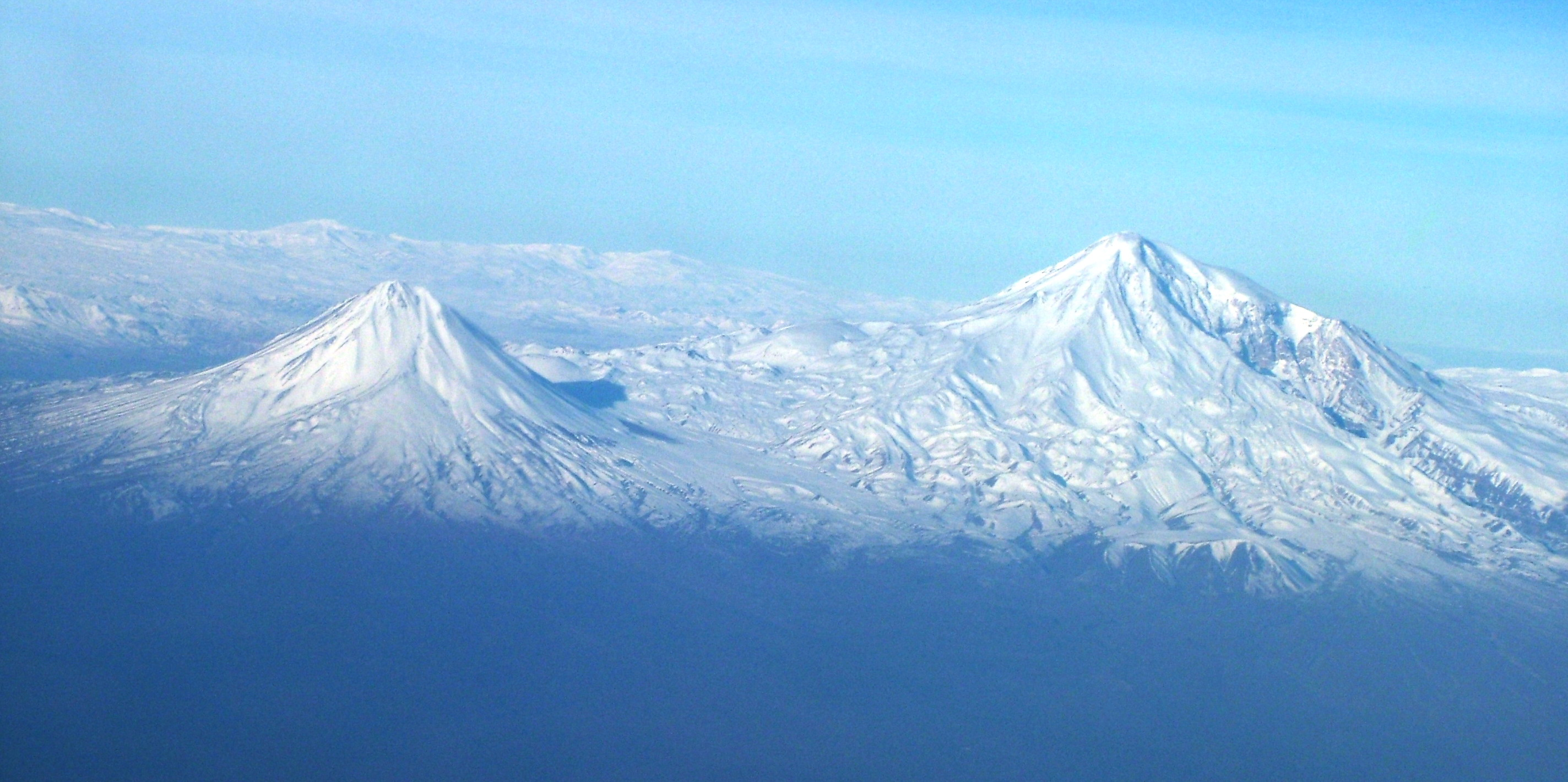
Góra Ararat

Turcja jest krajem wyżynno-górzystym, który leży w strefie fałdowań alpejskich. Obecny kształt rzeźby terenu został nadany dzięki ruchom zapadliskowym i wypiętrzającym jakie miały miejsce w trzeciorzędzie, a potem w plejstocenie. Od trzeciorzędu aż po czasy starożytne w Turcji aktywny był wulkanizm, o czym świadczą obecne regularne stożki wygasłych wulkanów. Te wygasłe wulkany są obecnie najwyższymi górami Turcji.
Większą część powierzchni kraju stanowi Wyżyna Anatolijska, która jest masywem hercyńskim zbudowanym z utworów paleozoicznych przykrytych kredowymi i trzeciorzędowymi osadami. Obszar ten wznosi się przeciętnie od 900 do 1500 m n.p.m. Wyżyna Anatolijska dzieli się na szereg rozległych obniżeń, mających postać kotliny. Obniżenia te są wypełnione trzeciorzędowymi i współczesnymi osadami jeziornymi i utworami wulkanicznymi. Jedynym wysokim obiektem geologicznym Wyżyny Anatolijskiej jest wygasły wulkan Erciyes o wysokości 3917 m n.p.m.
Wyżyna ta jest niemal ze wszystkich stron otoczona pasmami górskimi. Na zachodzie kraju góry są krótkie i silnie porozcinane dolinami. Na północy kraju ciągną się równolegle dwoma pasmami na około 1000 km Góry Pontyjskie. Są zrębowe pasma górskie zbudowane głównie z łupków krystalicznych, wapieni i fliszu oraz ze skał wulkanicznych: andezytu i tufu. Najwyższe masywy tychże gór znajdują się na wschodzie kraju, gdzie wznosi się szczyt Kaçkar Dağı o wysokości 3932 m n.p.m. Rzeźba okolic tego szczytu ma charakter glacjalny i do dziś zachowały się tam fragmenty lodowców. Na południu Turcji ciągną się góry Taurus, którego pasma mają około 1500 km długości. Góry te zbudowane są z wapieni, skał magmowych i piaskowców. W budowie tychże gór dużą rolę odgrywają wapienie, w których rozwinęły się formy krasowe z jaskiniami. Góry te największe wysokości osiągają w środkowej części (Taurus Środkowy), najwyższym szczytem jest Kaldi Dag o wysokości 3734 m n.p.m. Występuje tam bardzo urozmaicona rzeźba terenu, zaś na wschodzie dominują długie grzbiety z ostro opadającymi stokami. Na zachodzie Taurusu dominują wysokie płaskowyże.
We wschodniej części kraju leży turecka część Wyżyny Armeńskiej, zwana Wschodnią Anatolią. Obszar ten wznosi się od 1000 do 2000 m n.p.m. i jest poprzecinany licznymi pasmami górskimi, które urozmaicają stożki wygasłych wulkanów. W tej właśnie części Turcji leżą najwyższe szczyty kraju. Najwyżej wznosi się przykryta czapą wiecznych śniegów góra Ararat o wysokości 5122 m n.p.m. Wyżyna Armeńska jest pokryta na znacznym obszarze lawami bazaltowymi. Wyżyna Armeńska jest obszarem bardzo aktywnym sejsmicznie, który leży na styku aż czterech płyt tektonicznych. Są to: płyta eurazjatycka, płyta afrykańska, płyta arabska i płyta irańska. W Turcji dość często dochodzi do katastrofalnych trzęsień ziemi.
Niziny zajmują w Turcji niewielki procent powierzchni kraju. Skupiają się tylko w strefach nadmorskich, oraz w europejskiej części kraju. Znajduje się tam Nizina Tracka. Niziny występują na brzegach zatok: Mersin i Iskenderun. Największym obszarem nizinnym jest Nizina Adana.
Linia brzegowa jest dobrze rozwinięta, szczególnie na zachodnie, gdzie wzdłuż silnie rozczłonkowane wybrzeża riasowego występują liczne wyspy. Największe to Imroz i Bozca.

## Klimat
Turcja znajduje się w strefie klimatu podzwrotnikowego, który na wybrzeżu posiada odmianę morską, zaś we wnętrzu kraju nabiera cech typowych dla klimatu kontynentalnego. Obszary nadbrzeżne południa i zachodu znajdują się pod wpływem klimatu podzwrotnikowego o jego śródziemnomorskiej odmianie. Północne wybrzeże Turcji jest zaliczane do lokalnego klimatu czarnomorskiego, który posiada więcej cech typowych dla klimatu umiarkowanego niż podzwrotnikowego. W górach występuje klimat górski (piętrowość klimatyczna), gdzie temperatury obniżają się wraz ze wzrostem wysokości.
Na wybrzeżu południowym i zachodnim temperatury w najchłodniejszym miesiącu styczniu wynoszą średnio od około 7 °C do 9–10 °C na wybrzeżu południowym. We wnętrzu kraju temperatury są niskie i obniżają się w kierunku wschodnim oraz wraz ze wzrostem wysokości. W stolicy kraju Ankarze średnie wartości wynoszą -1 °C. Na Wyżynie Armeńskiej wartości te są jeszcze niższe i wynoszą około -5 °C. W nocy występują silne mrozy. Wysoko w górach średnie wartości termiczne oscylują w granicach -15 °C i z reguły ujemne temperatury utrzymują się tam przez cały rok. W rejonie góry Ararat, jak i w innych masywach górskich wznoszących się ponad 4000 m n.p.m. z powodu niskich temperatur śnieg utrzymuje się przez cały rok, tam temperatura latem nie przekracza 0 °C. Na północnym wybrzeżu zimy są stosunkowo łagodne i średnie temperatury wynoszą około 6 °C. Temperatury -40 °C we wnętrzu kraju są dość częstym zjawiskiem.
Latem, gdy najcieplejszym miesiącem jest lipiec, temperatury mają przebieg południkowy z uwzględnieniem rzeźby terenu. Na Wyżynie Armeńskiej jest chłodno. W mieście Kars leżącym na wysokości 1750 m n.p.m. średnia termiczna dla lipca to 17 °C. Na północnym wybrzeżu lata są dość ciepłe i średnie wartości wahają się od 23 do 24 °C. W Ankarze jest nieco cieplej, ale tu wpływ na temperatury ma kontynentalizm niż położenie geograficzne. Średnie wartości oscylują w granicach 24–26 °C, w ciągu dnia panują upały, zaś w nocy jest chłodno. Najcieplej jest na południowym wybrzeżu, gdzie średnie wartości wynoszą około 29 °C. Podobnie jest na wybrzeżu zachodnim, w rejonie Izmiru temperatury wynoszą około 28 °C.
Opady w Turcji występują głównie w półroczu zimowym, ale są stosunkowo wysokie. Na wybrzeżach średnie wartości opadowe wynoszą 700 mm. We wnętrzu kraju na Wyżynie Anatolijskiej jest sucho i średnio roczna nie przekracza 300 mm. Więcej opadów otrzymuje Wyżyna Armeńska, średnie wartości wahają się od 400 do 600 mm rocznie. Największe opady występują w górach. Na południowych stokach Taurusu rocznie spada 2000 mm deszczu, zaś na północno-wschodnich stokach Gór Pontyjskich nawet do 3000 mm rocznie. Surowe zimy w Turcji sprawiają, że we wnętrzu kraju, w tym w stolicy kraju występują opady śniegu, do częstych zjawisk należą śnieżyce. W górach średniej wysokości śnieg utrzymuje się nawet do maja, zaś w górach Wyżyny Armeńskiej leży przez cały rok.

## Wody

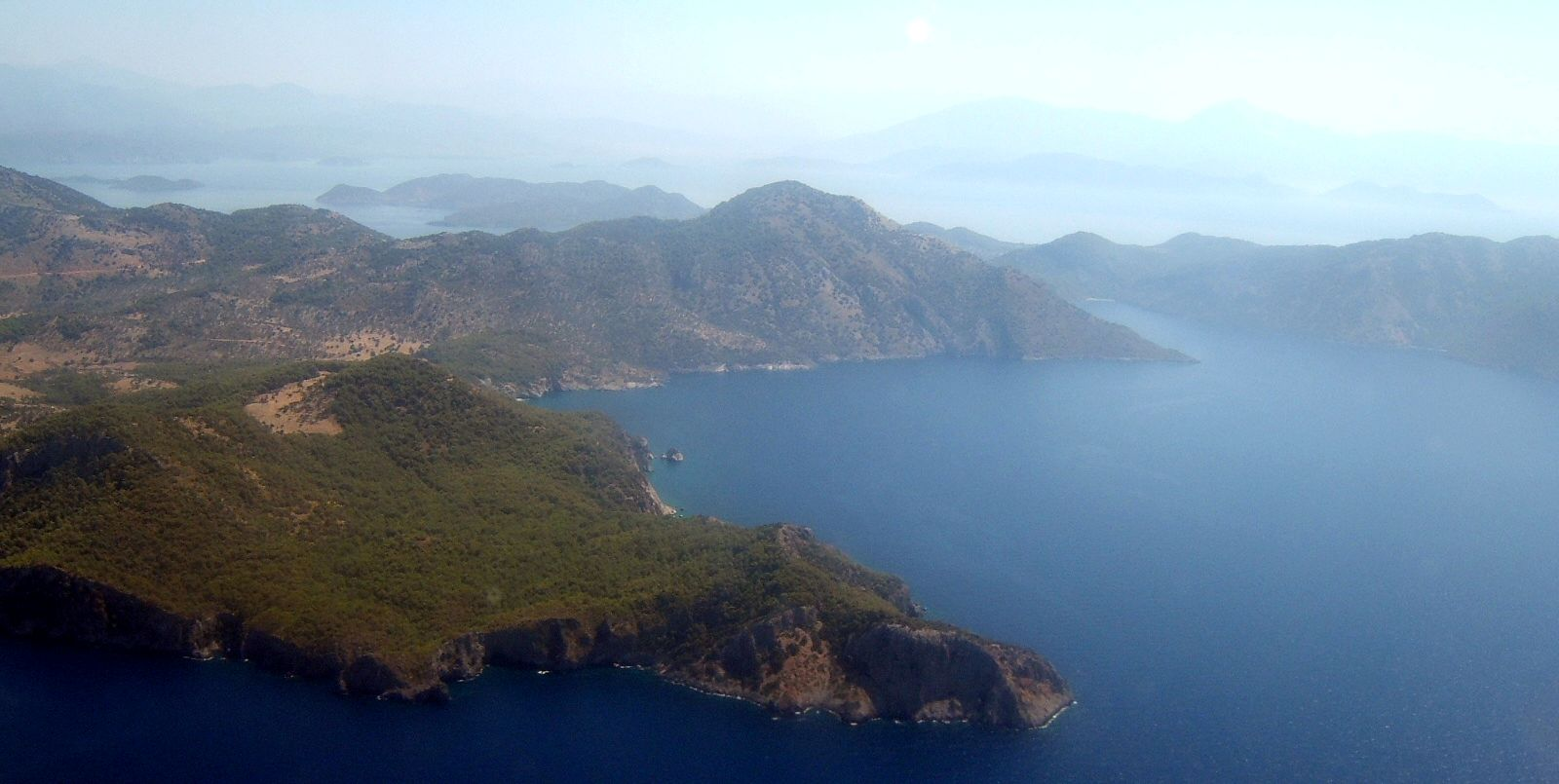
Wybrzeże w Turcji

Sieć rzeczna Turcji jest stosunkowo dobrze rozwinięta, czego przyczyną jest rzeźba terenu, opady deszczu i śniegu w górach. Turcja charakteryzuje się krótkimi i bystrymi rzekami spływającymi z Gór Pontyjskich i z Taurusu. Rzeki te na ogół nie wysychają latem, choć ich wodostan ulega silnym zmianom. Zimą wiele rzek gwałtownie przybiera, czego efektem są katastrofalne powodzie.
Turcja należy do kilku zlewisk. Wschodnia część kraju należy do zlewiska Zatoki Perskiej i Morza Kaspijskiego. Swój początek biorą tam duże rzeki Azji Zachodniej m.in. Eufrat, który w granicach Turcji płynie na długości 1100 km, poza nim są to Tygrys i Kura oraz jej dopływ Araks, który jest rzeką graniczną Armenii i Turcji. Część środkowa kraju należy do zlewiska Morza Czarnego, gdzie płyną mało zasobne w wodę rzeki. Rzeki na południu kraju i na zachodzie należą do zlewiska Morza Śródziemnego. Na obszarze Turcji nie ma terenów bezodpływowych. Na Wyżynie Anatolijskiej i Armeńskiej (we wnętrzu kraju) sieć rzeczna jest rzadsza niż na północy kraju i na południu. Duża część rzek płynących we wnętrzu kraju całkowicie wysycha w okresie letnim. Największą rzeką kraju jest przepływająca przez Wyżynę Anatolijską Rzeka Czerwona czyli Kizilirmak, która liczy 1355 km. Rzeka ta przepływa przez Góry Pontyjskie i uchodzi do Morza Czarnego.
Charakterystyczną cechą Turcji jest istnienie dużej liczby jezior. Największe z nich Van na Wyżynie Armeńskiej ma 3700 km². Jest to średnia powierzchnia, ponieważ w jeziorze z powodu nieregularnych opadów i suszy w okresie letnim następuje zmiana powierzchni i głębokości. Na Wyżynie Anatolijskie znajduje się Tuz o powierzchni 1500 km², bardzo płytkie, o średniej głębokości zaledwie 2 m. Oba wyżej wymienione jeziorami bezodpływowymi i słonymi. Jeziora Turcji są pochodzenia tektonicznego. Poza słonymi jeziorami w Turcji istnieje szereg mniejszych słodkowodnych jezior, występujących w zapadliskach tektonicznych. Największym z nich jest Beysehir o powierzchni 651 km².

## Gleby
Pokrywę glebową Turcji charakteryzuje duże regionalne zróżnicowanie, oraz niski poziom urodzajności. Ponadto tureckie gleby są trudne w uprawie. W górach przeważają brunatne gleby płytkie, kamieniste odmiany kambisoli i luwisoli. Na skałach wapiennych wykształciły się rędziny. W rejonach o suchym klimacie, czyli na Wyżynie Anatolijskiej i Armeńskiej występują kserosole, natomiast w bezodpływowych obniżeniach, gdzie jest duży poziom zasolenia – sołonczaki. Najżyźniejsze gleby pokrywają obszary nadbrzeżne i doliny rzeczne. Tereny te pokryte są fragmentami wertisoli, oraz gleby brunatne terra rosa. W dolinach rzek występują mady. Mady są powszechnymi glebami występującymi na Nizinie Adana.

## Flora
Naturalna szata roślinna została w dużym stopniu wyniszczona. Jest ona zróżnicowana ze względu na rzeźbę terenu i rozkład opadów. Południowe i zachodnie wybrzeża porośnięte są roślinnością twardolistną – makia. Rosną tam takie gatunki jak wawrzyn, oleander i mirt. Pierwotnie strefę wybrzeża porastały lasy dębowe.
Lasy które zajmują około jednej piątej powierzchni kraju występują głównie w górach. Wilgotne stoki Gór Pontyjskich pokrywają lasy dębowe i bukowe. Do innych gatunków drzew rosnących w Górach Pontyjskich należą sosny i jodły. Wysoko w górach Taurusu Wschodniego nielicznie występują cedry libańskie. W górach powyżej górnej granicy lasu rosną drzewiaste jałowce. Wnętrze kraju, gdzie opady są niskie tereny porasta step trawiasty i piołunowy. Wiele terenów na Wyżynie Anatolijskiej i Armeńskiej, gdzie występowały bujne stepy śródziemnomorskie, zostały zastąpione przez pola uprawne, a także stepy bylicowe. Stepy bylicowe (półpustynia bylicowa) są ubogą wtórną roślinnością zajmującą dawne tereny rolnicze. Jednak niektóre obszary wciąż pokrywają stepy, a miejscami, gdzie opady są bardzo niskie występują tereny półpustynne. Tureckie stepy zakwitają i są najbujniejsze wiosną, latem zaś roślinność usycha. Na wybrzeżach powszechnymi gatunkami są palmowate.

## Fauna
Świat zwierząt jest typowy dla regionu śródziemnomorskiego. Na terenach górskich żyją duże drapieżniki jak wilk szary i niedźwiedź brunatny. Do zwierząt kopytnych należą kozica, koza bezoarowa i dzika owca. Występują także gatunki regionu etiopskiego jak hieny pręgowane, a także regionu orientalnego jak jeżozwierz indyjski. Wśród ptaków występuje kilka gatunków dużych drapieżników sępów i orłów. Liczne są gady. Węże reprezentuje kilka gatunków żmij, a do innych grup należą jaszczurki skalne, agamy kaukaskie i żółw śródziemnomorski. Do płazów należą żaby lewantyńskie i salamandry kaukaskie.